# Torrberg
Torrberg är en by i Åsbygge fjärding, Leksands socken, Leksands kommun. Från 2015 avgränsar SCB här en småort.
Byn är känd från 1542 och skrevs då "torbärgh". Årliga räntan upptar då åtta gårdar, enligt Holstenssons karta 1668 fanns elva gårdar i byn. I början av 1920-talet fanns ett 30-tal gårdar i byn.